# Fuji Television
Fuji Television (на японски: 株式会社フジテレビジョン, Kabushiki gaisha Fuji Terebijon) е японски телевизионен канал, основан на 18 ноември 1957 г. Той е основният канал на Fuji News Network (FNN) и Fuji Network System (FNS). Седалището му е в Одайба, Минато, Токио.